# 8200部隊
8200部隊 （ヘブライ語: יחידה 8200, 英語: Unit 8200）は、イスラエル参謀本部諜報局情報収集部門の一部署である。8200部隊は米国のアメリカ国家安全保障局（NSA）に匹敵する諜報機関であり、軍事機密にかかる知見の高さと大胆な行動をする事が知られている。イスラエルには首相府に国家サイバー局があるほか、モサドなど各情報機関もサイバー戦争部門を有する。8200部隊はイスラエル国防軍のサイバー攻撃・防御の超精鋭部隊である。

## 経緯
8200部隊は、1952年にアメリカ合衆国の軍事備品の放出品を使って設置された。当初、「第2インテリジェンスサービス部隊」と呼ばれていた。
次に、「第515インテリジェンスサービス部隊」と呼ばれるようになった。1954年に、現在のGlilot junctionに移転した。8200部隊の前身は1948年のイスラエル独立宣言以前から存在した。それが1973年の第四次中東戦争後に8200部隊となった。8200部隊の存在は、10年ほど前まで公にされていなかった。

## 活動
8200部隊は何千人もの兵士から構成される組織で、国家の脅威を発見するためインターネットなどに含まれる情報の激流から通信情報およびコードを解読することを任務としている。2012年6月1日付『ニューヨーク・タイムズ』は「NSAと8200部隊がコンピュータウイルス『スタックスネット』をイラン攻撃用に作った」と報じた。イスラエルでは情報の90％は8200部隊がもたらし、同国諜報特務庁「モサド」にせよ、他の情報機関にせよ、同部隊なしに大きな作戦を遂行することはない。隊員はしばしば生死がかかる状況の下、わずかな指示のみで最新テクノロジーの開発を命じられる。
イスラエルのサイバーセキュリティ業界は世界有数の技術を持つ。現在では各社は、人材が8200部隊出身であることを明らかにして、セールスポイントにしていることも多い。一例としては、Team8社CEO（最高経営責任者）ナダブ・ザフリルは8200部隊元司令官（准将）である。
イスラエルの新聞『ハアレツ』によると、イスラエル企業NSOグループは8200部隊出身者が社員の中心で、イスラエル政府が承認した国外の相手先にサイバー諜報技術を輸出している。

## 兵士
イスラエルではほとんどの国民が、高校卒業後の18歳での兵役を義務付けられている。8200部隊はそのうちの上位1％を採用している。
8200部隊のサイバーセキュリティ精鋭グループには、優秀な人材だけが選ばれている。8200部隊のリクルーターは、ハッキング、数学、技術、言語、チームワークに高度に熟練した若い人材を選定している。8200部隊の人材は、サイバー戦争で勝利を収められるほどの高い技術力を保有している。